# 第28回国民体育大会
| 冬季大会スケート競技会 | 冬季大会スケート競技会 |
| ---------------------- | ---------------------- |
| 参加人数               | 1,703人                |
| 競技数                 | 1競技                  |
| 開会式                 | 1月25日                |
| 閉会式                 | 1月28日                |
| 開会宣言               |                        |
| 選手宣誓               | 瀬川奉道               |
| 主競技場               |                        |
| 冬季大会スキー競技会   |                        |
| 参加人数               | 1,818人                |
| 競技数                 | 1競技                  |
| 開会式                 | 2月18日                |
| 閉会式                 | 2月21日                |
| 開会宣言               |                        |
| 選手宣誓               | 桐山一夫               |
| 主競技場               |                        |
| 夏季大会               |                        |
| 参加人数               | 3,667人                |
| 競技数                 | 3競技                  |
| 開会式                 | 9月9日                 |
| 閉会式                 | 9月12日                |
| 開会宣言               |                        |
| 選手宣誓               | 秋山良雄               |
| 主競技場               |                        |
| 秋季大会               |                        |
| 参加人数               | 16,531人               |
| 競技数                 | 28競技                 |
| 開会式                 | 10月14日               |
| 閉会式                 | 10月19日               |
| 開会宣言               |                        |
| 選手宣誓               | 小林恵子               |
| 最終炬火ランナー       | 鹿野誠一               |
| 主競技場               | 県総合運動場陸上競技場 |

第28回国民体育大会（だい28かいこくみんたいいくたいかい）は1973年（昭和48年）に、冬季大会を岩手県と新潟県で、夏季・秋季大会を千葉県でそれぞれ開催した。

## 冬季大会
スキー競技会
- 会期　1973年1月25日から1月28日（4日間）
- 会場 岩手県盛岡市 県営スケート場

スキー競技会
- 会期　1973年2月18日から2月21日（4日間）
- 会場 新潟県塩沢町 石打スキー場 他

## 夏季大会
- 会期　1973年9月9日から9月12日（4日間）

### 会場
- 水泳 千葉市 総合運動場水泳場
- 漕艇 小見川町 小見川漕艇場
- ヨット 館山市 館山ヨット会場

## 秋季大会
- 会期　1973年10月14日から10月19日（6日間）

### 会場
- 陸上 千葉県総合運動場陸上競技場
- テニス 金ヶ作公園他
- ホッケー 大原町営総合グラウンド他
- ボクシング 袖ヶ浦体育館
- バレーボール 千葉県総合運動場体育館
- 体操 船橋市民体育館
- バスケットボール 木更津市民体育館他
- レスリング 佐倉東高他
- ウエイトリフティング 船橋市立海神中学校他
- ハンドボール 佐原高他
- 自転車 松戸競輪場他
- 軟式庭球 茂原市営庭球場
- 卓球 銚子市体育館
- 軟式野球 国府台公園他
- 相撲 八千代高相撲場
- 馬術 よみうりランド船橋競馬場
- 柔道 館山高体育館
- ソフトボール 東金運動公園他
- フェンシング 東葛飾高
- バドミントン 茂原高体育館
- 弓道 八日市場市営弓道場
- ライフル射撃 千葉県警察学校他
- 剣道 館山市民センター
- ラグビーフットボール 勝浦市営運動場他
- 山岳 清澄、鋸山系
- 高校野球 野田市野球場他

## テーマ・スローガン
スキー競技会
- テーマ:　雪と炎と友情
- スローガン: 友情が呼ぶ笑顔が招く塩沢国体

夏季・秋季大会
- テーマ: 若潮国体
- スローガン: 輝く心 輝く力 輝く太陽

## 総合成績

### 天皇杯
- 第1位: 千葉県
- 第2位: 東京都
- 第3位: 大阪府

### 皇后杯
- 第1位: 東京都
- 第2位: 千葉県
- 第3位: 大阪府